# 인조반정

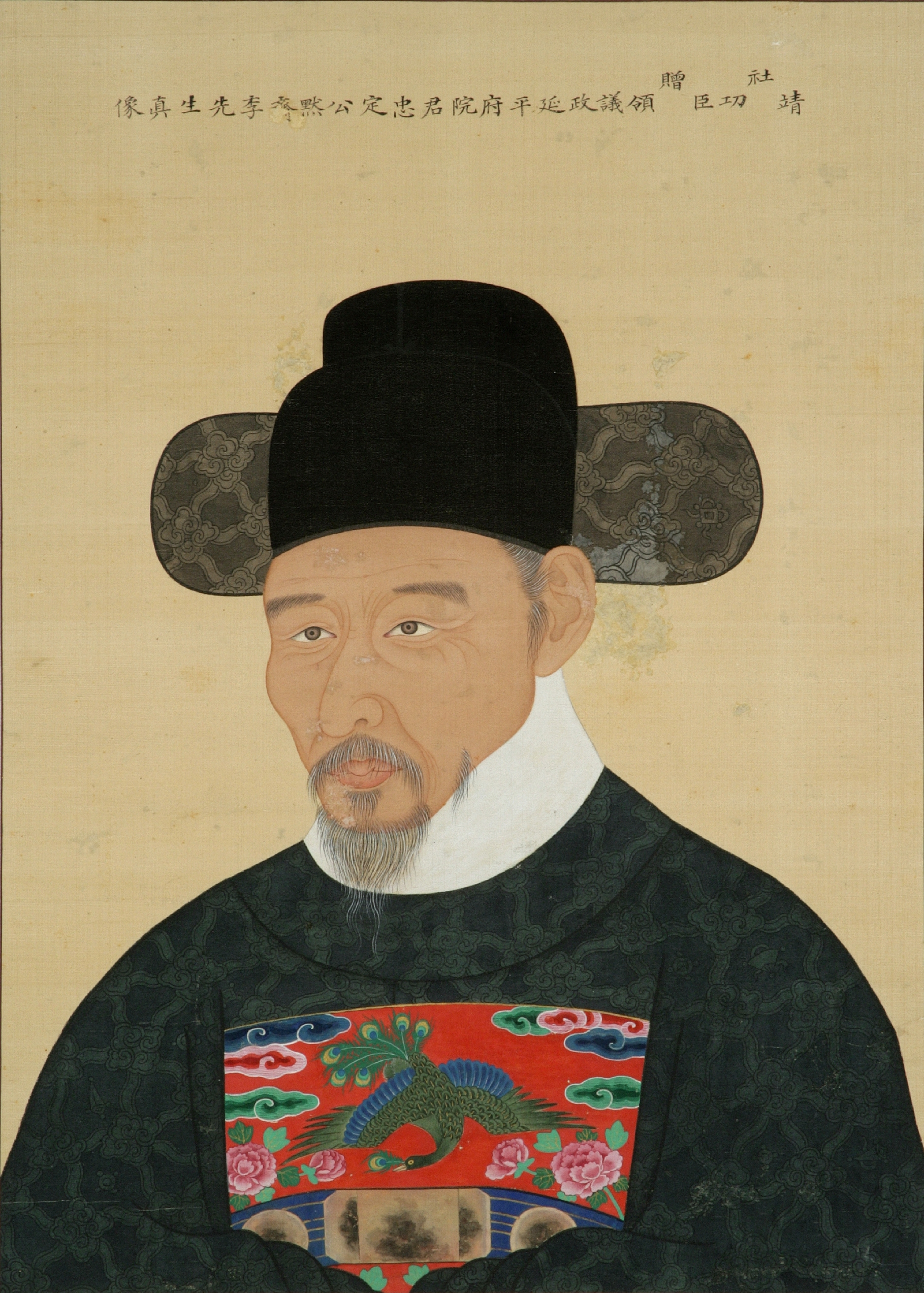
인조반정을 주도한 인물 중 하나인 이귀의 초상.

인조반정(仁祖反正)은 1623년 4월 11일(음력 3월 12일) 김류, 이귀, 신경진, 이서, 최명길 등 서인 일파가 광해군 및 대북을 몰아내고 능양군 이종을 옹립한 사건을 말한다. 관점에 따라 인조찬위(仁祖簒位)로도 부르며, 반정이 일어난 해의 이름을 따 계해반정(癸亥反正) 또는 계해정사(癸亥靖社)라고도 한다.

## 배경

### 동서 분당
조선초기에 권력을 장악한 훈구파(勳舊派)는 15세기 말 성종때부터 중앙에 진출한 사림파(士林派)와 대립하였다. 훈구파는 네 차례의 사화를 통해 사림파를 탄압했으나 사림파는 이를 극복하고 16세기 중엽 선조 즉위 뒤 중앙 정계를 장악하였다. 그러나 1575년 심의겸과 김효원이 후임 이조정랑직을 놓고 다툰 사건을 계기로 사림파는 서인과 동인으로 분파되며 본격적으로 붕당정치가 시작되었다. 붕당정치의 근본 원인은, 당시 완전히 소멸되지 않은 훈구 정치의 청산과 향후 국정 운영 방식의 차이에 중점을 둔, 후배 세대와 선배 세대 간의 입장 차이에 있었다.

### 건저 문제
동인과 서인의 화합을 위해 노력하던 이이가 1584년에 죽은 후, 선조가 동인을 가까이함에 따라, 동인이 상대적으로 득세하였다. 1589년에 기축옥사가 벌어져 서인 출신의 정철이 취조과정에서 많은 동인들을 옥사시킴으로써, 동인들이 반감을 가지게 되었다. 1591년에 정철이 광해군의 세자 책봉을 주청하다가 선조의 진노를 사서 실각하며 서인들이 대거 몰락하였다.(건저문제) 다시 정권을 장악한 동인들은 서인에 대한 처결 문제에 관해,  강경하게 대처하자는 북인과, 온건한 처결을 주장하는 남인으로 갈리게 되었다.

### 세자책봉과 즉위
임진왜란중에 광해군이 세자로 책봉되었으나 1606년, 선조의 계비인 인목왕후가 영창대군(적자)을 낳자, 후계구도가 복잡해졌다. 선조가 서자인 광해군을 폐하고 적자 영창대군에게 왕위를 물려주려는 듯한 의중을 드러냈기 때문이다. 임진왜란을 거치며 정권을 잡은 북인들 사이에서도 의견이 갈렸다. 적통론을 내세운 소북(小北)파는 영창대군을 지지했고 광해군을 지지하는 자들은 대북파를 이루었다. 1608년, 선조가 사망한후 광해군이 즉위하자 대북파가 득세하고 소북파는 몰락하였다.

### 광해군의 통치
광해군은 붕당의 폐해를 통감하고, 이를 초월하여 좋은 정치를 하려고 노력했다. 그래서 이원익, 이항복, 이덕형 등 명망 높은 인사를 조정의 요직에 앉혀 어진 정치를 행하려 했으며, 명나라와 후금 사이에서 어느 한쪽에 치우치지 않고 실리를 취하는 중립외교 정책을 폈다. 그러나 이이첨, 정인홍 등 대북파의 무고로 친형 임해군을 사사했으며, 1613년(광해군 5년) 계축옥사가 일어나 이복동생 영창대군을 죽이고 인목대비를 폐비시켜 서궁에 유폐하였다. 또한 간신배가 조정에 가득 차고 후궁이 정사를 어지럽혀 크고 작은 벼슬아치의 임명이 모두 뇌물로 거래되었으며, 법을 무시하고 가혹하게 거둬들였고 궁궐건축 등 토목 공사를 크게 일으켜 해마다 쉴 새가 없다보니 민심마저 돌아서 버렸다.

## 경과
광해군이 임해군, 영창대군을 죽이고 인목대비를 폐위시킨 폐모살제(廢母殺弟)의 패륜 행위는 김류, 김자점, 이귀, 이괄, 심기원 등 서인들에게 좋은 명분이 되어주었다. 1620년(광해군 12년) 신경진과 김류가 처음으로 반정을 모의하기 시작했고, 이서와 이귀·김자점·최명길과 그의 형 최내길 등이 이에 동조했다. 1623년 4월 11일(음력 3월 12일) 밤, 능양군을 주축으로 한 서인 세력이 반정을 일으켰다. 이이반이 도중에 밀고하였으나, 예정대로 거사는 실행에 옮겨졌다.
능양군과 이서, 신경진, 이귀, 이괄, 김류, 김자점, 심기원, 구굉, 구인후, 최명길, 최내길 등은 2,000여 명의 군사를 이끌고 창의문으로 진격해 성문을 부수고, 창덕궁에서는 미리 포섭되어 있던 훈련대장 이흥립의 내응으로 훈련도감의 군사가 궁궐 문을 열어주어 반정에 성공했다. 광해군은 북쪽 후원의 소나무 숲 속으로 들어가 사다리를 놓고 궁성을 넘어갔는데 젊은 내시가 업고 가고 궁인 한 사람이 앞에서 인도하여 의관 안국신의 집에 숨었다. 광해군이 이미 숨은 뒤에 군사들이 궁궐에 들어왔는데 궁중이 텅 비어있었고 왕을 찾지 못했다. 이 때 횃불을 잘못 버려 화재가 났고, 이에 따라, 인정전만 남고 모두 불타버리게 되었다.

## 결과
폐주(광해군)와 폐동궁(이질)는 곧 체포되어 수레에 태워서 따르게 하였고, 체포한 흉도들을 경운궁에 가두고 대장 이흥립을 시켜서 호위하게 하였다. 광해군은 왕자의 신분인 군(君)으로, 폐동궁 이지는 서인(庶人)으로 강등되어 강화도로 유배되었다. 이 때 광해군 정권 때의 권세가였던 이이첨 · 정인홍 · 유희분을 비롯하여 무려 40여 명이 참수되었고, 숙청되어 귀양간 자가 200여 명이라 전해진다. 반정 모의에 참여했으나 밀고했던 이이반도 반역죄로 주살당했다.
조선 역사에서 일어난 4번의 쿠데타 중에서 인조반정처럼 반대파를 철저하게 압살한 적은 없었다. 또한 정인홍의 경우 당시 88세의 고령으로 굳이 죽일 필요가 없음에도 불구하고 끝내 처형하였다. 그것도 사약이 아닌 참수형으로 다스렸다. 이는 조선왕조에서 정승을 지낸 인물 및 80세 이상의 고령자는 처형할 때 목을 베지 않는다는 원칙을 정면으로 위반한 것으로, 1689년 송시열이 83세에 사약을 받고 죽은 것과 상반된다. 이로써 대북은 정계에서 완전히 밀려났으며 북인 정권의 우상인 조식 계통의 남명학파는 크게 배척받았다.
능양군은 정전인 인정전으로 들어가지 않고 계상(階上)의 호상(胡床)에 앉았다. 광해군을 원수로 여기는 인목대비가 있던 경운궁(서궁)은 굳이 군사력으로 점령할 필요도 없었겠지만, 능양군은 경운궁의 대비에게 사람을 보내고 직접 행차하여 국왕으로 즉위할 근거를 만들어냈다. 인목대비는 광해군에 대한 즉각적인 복수를 주장하고 자기 권위를 한껏 내세우면서 능양군에 대한 승인 명령을 늦추었다.
특히 국왕의 인장을 자신에게 넘기라는 인목대비의 명령은 반정 세력에게 국왕이 달라질 수 있는 위험이었지만, 능양군은 그 명령을 따를 수 밖에 없었다. 능양군은 땅에 엎드려 긴 시간 고초와 위기를 넘기면서도 휘하 세력을 앞세워 끈질기게 대비를 설득하고 압박한 끝에 결국 국왕의 인장과 즉위 명령을 받아냄으로써 국왕 즉위를 정당화했다.또한 인목대비는 대신들에게 하교하여 광해군의 36죄목을 나열했다.

## 이괄의 난
이괄은 인조반정 당일에 반정군을 지휘해야 할 김유가 예정 시각에 도착하지 않자 반정군을 지휘하여 거사를 성사시켰다. 이괄의 과단성이 없었으면 인조반정은 성공하지 못했을 쿠데타였다. 그럼에도 불구하고 반정에 대한 논공행상(論功行賞)에서 저평가 되자 불만을 품게 되었다. 평안병사로 임명되어 관서 지방으로 근무를 하던중인 1624년 3월에 역모고변이 있었다. 이괄을 문초하는 것이 필요하다는 대신들의 주청을 인조가 물리쳤으나, 그 대신 이괄의 아들인 이전을 한양으로 압송해 오도록 하였다. 그러자 이괄은 3월 13일 아들을 압송하러 온 금부도사를 죽이고 반란을 일으켰다.
이괄은 평안도의 순천·자산, 황해도의 수안 등을 차례로 점령하고 개성을 지나 한양으로 진격하였다. 인조는 이괄의 가족을 처형한후 공주로 피난했다. 3월 29일 이괄은 한양에 입성했으나 같은날 안령에서 토벌군에 크게 패하여 경기도 이천 방면으로 퇴각하였다. 그리고 4월 1일에 부하들에게 살해되었다. 반군에 의해 한양이 점령된 이괄의 난은 조선 사회에 많은 영향을 끼쳤다. 수도방위의 중요성이 부각되면서 북방의 방어를 담당하던 군대가 수도방어에 동원되었고 관서 지방의 방어 체제가 크게 약화되었다. 이로인해 정묘호란(1627)과 병자호란(1636)에 제대로 대응하지 못했던 원인이 되기도 했다.

## 역사적 의의
인조반정을 일으킨 서인 일파는 지나치게 명분에 집착하였고, 이에 따라 광해군이 추진한 중립외교 정책을 비판하며 구체적인 전략도 없이 무조건적인 친명배금 정책을 실시한다. 이는 국제 정세의 흐름을 제대로 간파하지 못한 행동으로, 결국 정묘호란과 병자호란이 일어나는 계기가 되었다. 그런데 인조반정 주체 세력들이 모두 친명배금의 외교정책을 실시한 것은 아니다. 비록 서인들이 광해군의 중립외교정책을 실정의 하나로 지목하여 폐위시키기는 했지만, 이들 역시 명나라의 국운이 기울고 후금이 강성해지는 것을 모르지 않았으며, 따라서 소수이기는 하지만 실리적 외교정책을 주장하기도 했는데, 그 대표적인 인물들이 이귀, 장유, 최명길이다. 조선 역사상 가장 실패한 반정으로 알려져 있다고 한다.

## 가담자
- 인조 : 삼전도에서 청 태종 홍타이지에게 삼배구고두를 행하는 굴욕을 당함
- 김류 : 병자호란 때 강화도 수비를 맡았던 아들 김경징이 방비를 전혀 하지 않다가 결국 강화도가 함락당하자 처형당하는 아픔을 겪음
- 이괄 : 인조반정이 성공한 후 논공행상에 불만을 품고 반란을 일으켰으나 안령에서 대패하여 이천으로 도주했다가 부하들에게 목이 잘림
- 최명길 : 병자호란 때 청나라와의 화의를 주장했다가 유생들로부터 매국노라는 지탄을 받고 불우한 만년을 보냄
- 심기원 : 회은군을 왕위에 추대하려는 역모를 획책하였다는 죄목으로 체포되어 능지처참을 당하고 가산이 적몰됨
- 김자점 : 효종 때 유생들의 지탄으로 유배되었고, 이에 앙심을 품고 역모를 획책하다가 탄로나 능지처참을 당함
- 박영서 : 이괄의 난 때 반란군과 싸우다가 포로가 되었는데, 이괄의 군대에게 협력을 거부했다가 살해당함
- 이중로 : 이괄의 난 때 토벌군을 이끌고 반란군과 싸우다가 전사
- 이성부 : 이괄의 난 때 반란군과 전투에서 패하자 물에 투신하여 자살
- 이이반 : 거사 동지였으나, 실패를 우려하여 조정에 밀고하였고, 이로 인해 반정이 성공한 후 참수당함
- 이흥립 : 광해군을 배신하여 반정 성공에 기여했으나, 이괄의 난 때 반란군에게 투항했다가 난이 평정된 후 수감되었고, 신병을 비관하여 옥중 자살

※ 1644년 모반 혐의로 체포된 심기원의 경우 임문정형이라 하여 인조가 문루 위에 임어한 가운데 처형당하였다. 그는 오살(五殺)이라 하여 두 다리와 두 팔 순서로 사지가 토막났고, 이로 인해 비명과 함께 피를 뿌리며 고통스럽게 나뒹굴다가 고통이 최고조에 이를 무렵에 목이 잘려 거리에 효수되는 비극적 최후를 맞이하였는데, 그를 역모로 몰아 죽게 한 옛 동지이자 당시 정적 김자점 또한 1651년 모반 혐의로 처형당할 때 심기원과 똑같은 방법으로 능지처참에 처해졌다.

## 같이 보기
- 반정
- 세조찬위
- 중종반정
- 정묘호란
- 병자호란
- 이괄의 난
- 광해군의 중립외교